# Nikon F100
Nikon F100 — малоформатный однообъективный зеркальный фотоаппарат, выпускавшийся с 1999 до 2006 года. Считается упрощенной версией Nikon F5 в более компактном корпусе, пришедшей на смену полупрофессиональному Nikon F90X. Наиболее важным усовершенствованием стала система автофокуса, рассчитанная на новейшую линейку объективов Nikkor AF-S с ультразвуковым кольцевым мотором, встроенным в оправу.

## Характеристики
Несмотря на то, что система управления F5 и F100 очень схожи, технические различия камер достаточно существенные:
- В отличие от F5, на F100 нет функции предподьема зеркала.
- 10 сегментный матричный замер экспозиции вместо 1005-точечного на F5.
- Скорость съемки до 4,5 к/сек (до 5 с батарейной ручкой MB-15), у F5 8 к/сек.
- У F100 отсутствует функция самоконтроля затвора.
- У F100 нет съемных видоискателей
- Отсутствует шторка на видоискателе.